# میشائل مارکس
میشائل مارکس (انگلیسی: Michael Marx؛ زادهٔ ۷ فوریهٔ ۱۹۶۰) دوچرخه‌سوار اهل آلمان است.
وی در مسابقات کشوری و بین‌المللی در مجموع برندهٔ ۱ مدال برنز شده‌است.